# Aprionus victoriae
Aprionus victoriae är en tvåvingeart som beskrevs av Jaschhof 2009. Aprionus victoriae ingår i släktet Aprionus, och familjen gallmyggor. Arten är reproducerande i Sverige.